# 中国の陶磁器の壺がある静物
『中国の陶磁器の壺がある静物』(ちゅうごくのとうじきのつぼがあるせいぶつ、蘭: Stilleven met een Chinese Porseleinen Pot, 英: Still Life with a Chinese Porcelain Jar) は、17世紀オランダ絵画黄金時代の画家ウィレム・カルフが1669年にキャンバス上に油彩で制作した絵画で、オランダが貿易の中心であった最盛期に流入した高価な陶磁器を表した豪華な静物画である。1945年に、ダニエル・Wおよびエリザベス・C・マーモン (Daniel W. and Elizabeth C. Marmon) 夫妻を記念したジェームズ・W・フェスラー (James W. Fesler) 夫人からの寄贈品としてインディアナポリスにあるインディアナポリス美術館が取得し、以来、同美術館に所蔵されている。インディアナポリス美術館における作品の目録番号は45.9である。

## 作品
本作で、カルフは、オランダの富と洗練性および自身の画家としての技巧を示す一連の高価な品物を選択した。すべてが高価なもので、柑橘類、ヴェネツィアン・グラス、中国の陶磁器の壺は、オランダの船員たちの商業的企ての証左である。地元オランダの才気は、オランダの銀器やレーマーグラス、あるいは基底部で智天使がコルヌコピアを持つワイングラスで示されている。それらは、波打つオリエンタルラグが無造作に掛けられた大理石のテーブルの上に立っている。これらの贅沢品は教訓を表している。銀の皿上で時を刻む時計は鑑賞者にそのような現世の富は失われていくもので、永遠の救いよりもずっと価値がないということを示す。とはいえ、注意深い均衡を持つ構図、豊かな色彩、暖かな色調により、本作は道徳的啓示であると同時に麗しい作品ともなっている 。

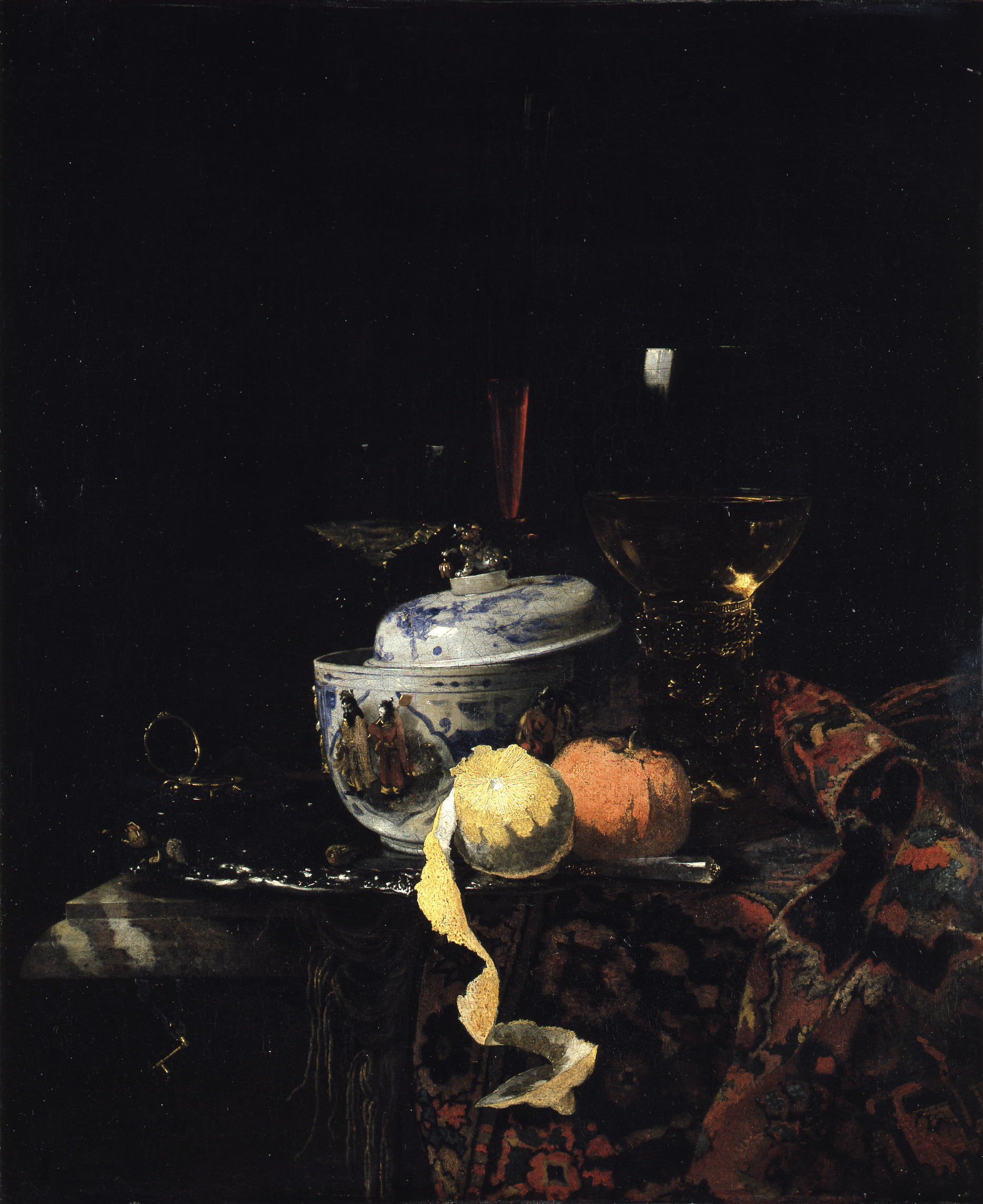
ウィレム・カルフ『中国の陶磁器のある静物』 (1662年)、絵画館 (ベルリン)

アムステルダムが通商と政治の中心となった1650年代～60年代、カルフは、アムステルダムの繁栄を示す「プロンクスティレーフェン (誇示または華美の静物) 」と呼ばれる静物画を完成させた。一般に、本作に登場する品々と非常に類似したものを豊かなヴェルヴェットの雰囲気ときらめく光で描き、彼はすべての人が称賛すべくアムステルダムの都市の富を捉えたのである。画家の目標は事物を実際以上に美しく描くことで、これにより絵画は最上の芸術様式として確立されることになった。ヨハン・ヴォルフガング・フォン・ゲーテはカルフが目標を達成していると見、カルフの絵画について、「もし、私が (画中の) 金の容器と絵画を選ぶことになったら、絵画を選ぶことは間違いない」と述べた。
作品は、最近では「レンブラントからモネまで：クロウズ・コレクションとニューフィールズのインディアナポリス美術館所蔵のヨーロッパ絵画500年 (Rembrandt to Monet: 500 Years of European Painting from the Clowes Collection and the Indianapolis Museum of Art at Newfields)」の巡回展に含まれ、チェンドゥー美術館 (Chengdu Museum) で展示された。この展覧会は2021年1月4日に終了し、作品は現在、展示されていない。